# Kim Gyu-ri
Kim Gyu-ri (tiếng tiếng Hàn: 김규리; tên khai sinh Kim Min-sun (tiếng tiếng Hàn: 김민선) sinh ngày 16 tháng 8 năm 1979), là một nữ diễn viên người Hàn Quốc được biết đến với vai diễn trong bộ phim Portrait of a Beauty.

## Tiểu sử
Cô từng vướng vào một cuộc tranh cãi vào năm 2008 khi đưa ra tuyên bố phản đối việc ăn thịt bò nhập khẩu từ Hoa Kỳ; điều này đã dẫn đến một vụ kiện của một nhà nhập khẩu thịt bò ở Seoul nhưng các tòa án đã ra phán quyết có lợi cho cô ấy vào năm 2010. Cô cũng lên tiếng đại diện cho sự xâm phạm quyền riêng tư của các nghệ sĩ liên quan đến vấn đề "Entertainment X-file" bùng nổ vào năm 2005. Năm 2009, cô chính thức đổi tên từ Kim Min-sun thành Kim Gyu-ri. Cô đã hẹn hò với Kim Joo-hyuk, bạn diễn của cô trong bộ phim truyền hình cổ trang God of War, từ năm 2012 đến năm 2013.

## Phim đã đóng

### Phim ảnh
| Năm  | Tên phim                 | Vai diễn                       | Ghi chú                          |
| ---- | ------------------------ | ------------------------------ | -------------------------------- |
| 1999 | Memento Mori             | Min-ah                         |                                  |
| 2000 | Summer Story             | Han Yeo-reum                   |                                  |
| 2000 | Bloody Beach             | Do-yeon                        |                                  |
| 2002 | A.F.R.I.K.A.             | Kim So-hyun                    |                                  |
| 2002 | 2009 Lost Memories       | Kindergarten teacher           |                                  |
| 2002 | My Beautiful Days        | Hyun-ji                        |                                  |
| 2004 | Low Life                 | Park Hye-ok                    |                                  |
| 2007 | For Eternal Hearts       | Pippi                          |                                  |
| 2007 | Rainbow Eyes             | Park Eun-ju                    |                                  |
| 2008 | Antique                  | Jin-hyeok's girlfriend (cameo) |                                  |
| 2008 | Portrait of a Beauty     | Shin Yun-bok                   |                                  |
| 2009 | Five Senses of Eros      | Kim Mi-jin                     | segment: "The 33rd Man"          |
| 2009 | Where is Jung Seung-pil? | Yoo Mi-seon                    |                                  |
| 2010 | Looking for My Wife      | Yoo Young-shim                 |                                  |
| 2010 | Ha Ha Ha                 | Noh Jeong-hwa                  |                                  |
| 2011 | Shotgun Love             | Shin So-yeon                   |                                  |
| 2011 | Poongsan                 | In-ok                          |                                  |
| 2012 | Doomsday Book            | Bodhisattva Hye-joo            | segment: "The Heavenly Creature" |
| 2013 | My Dear Girl, Jin-young  | Kim Jin-young                  |                                  |
| 2014 | Another Promise          | Yoo Nan-joo                    |                                  |
| 2014 | Revivre                  | Choo Eun-joo                   |                                  |
| 2015 | Five Senses of Love      |                                |                                  |

### Phim truyền hình
| Năm       | Tựa                              | Vai             | Kênh |
| --------- | -------------------------------- | --------------- | ---- |
| 1999      | School                           | Park Na-ri      | KBS2 |
| 2000      | Medical Center                   | Jo Soo-ahn      | SBS  |
| 2001      | Morning Without Parting          | Han Jung-seo    | SBS  |
| 2001      | Like Father Unlike Son           | Lee Su-jin      | KBS2 |
| 2002      | Glass Slippers                   | Woo Seung-hee   | SBS  |
| 2002      | I Love You Hyun-jung             | Lee Hyun-jung   | MBC  |
| 2003      | Fairy and Swindler               | Song Kyung-sook | SBS  |
| 2004      | Ode to the Han River             | Yoon Na-young   | MBC  |
| 2005      | Loveholic                        | Lee Yeol-joo    | KBS2 |
| 2005      | Young-jae's Golden Days          | Joo Young-jae   | MBC  |
| 2010      | MBC Best Theater "We Teach Love" | Lee Jin-yi      | MBC  |
| 2010      | Drama Special "Just Say It!"     | Choi Young-hee  | KBS2 |
| 2012      | God of War                       | Choi Song-yi    | MBC  |
| 2013      | The Scandal                      | Jang Joo-ha     | MBC  |
| 2014      | Cunning Single Lady              | Gook Yeo-jin    | MBC  |
| 2014      | The King's Face                  | Gwi-in Kim      | KBS2 |
| 2016–2017 | Our Gap-soon                     | Heo Da-hae      | SBS  |
| 2018      | About Time                       | Kim Joon-ah     | tvN  |
| 2019      | Designated Survivor: 60 Days     | Choi Kang-yeon  | tvN  |